# آثار القنب طويلة الأمد
كانت الآثار طويلة الأمد للقنب موضوع نقاش مستمر. نظرًا لأن القنب غير قانوني في معظم البلدان، فإن الأبحاث السريرية تمثل تحديًا وهناك أدلة محدودة يمكن من خلالها استخلاص النتائج. أصدرت الأكاديميات الوطنية الأمريكية للعلوم والهندسة والطب في عام 2017 تقريرًا يلخص الكثير من المؤلفات المنشورة حول الآثار الصحية للقنب، إلى فئات تعتبر قاطعة، وكبيرة، ومعتدلة، ومحدودة، ولا تحتوي على أدلة أو كافية لدعم الارتباط مع نتيجة معينة.

## الاعتماد (الإدمان)
القنب هو أكثر المخدرات غير المشروعة استخدامًا في العالم الغربي. في الولايات المتحدة، 10-20% ممن يبدأون في استخدام القنب يوميًا يصبحون معتمدين لاحقًا. يمكن أن يؤدي استخدام القنب إلى الإدمان، والذي يعرف على أنه: عندما لا يستطيع الشخص التوقف عن تعاطي المخدر على الرغم من أنه يتعارض مع العديد من جوانب حياته. جرى تعريف اضطراب استخدام القنّب في المراجعة الخامسة للدليل التشخيصي والإحصائي للاضطرابات العقلية (DSM-5) كحالة تتطلب العلاج. قالت مراجعة عام 2012 لاستخدام القنب والاعتماد عليه في الولايات المتحدة من قبل دانوفيتش وآخرون إن 42% من الأشخاص فوق سن 12 عامًا قد استخدموا القنب مرة واحدة على الأقل في حياتهم، و11.5% قد تعاطوا خلال العام الماضي، و1.8% قد حققوا معايير التشخيص لتعاطي القنب أو الاعتماد عليه خلال العام الماضي. ومن بين الأفراد الذين تعاطوا القنب في أي وقت مضى، فإن الاعتماد المشروط (نسبة الذين يواصلون تطوير الاعتماد) هو 9%. على الرغم من عدم وجود دواء معروف بفعاليته في مكافحة الاعتماد، إلا أن مجموعات العلاج النفسي مثل العلاج السلوكي المعرفي والعلاج التحفيزي المعزز قد حققت بعض النجاح.
يتطور إدمان القنب في 9% من المتعاطين، وهو أقل بكثير من إدمان الهيروين، والكوكايين، والكحول، ومزيلات القلق الموصوفة، ولكنه أعلى قليلًا من إدمان السيلوسيبين، أو المسكالين، أو إل إس دي. يميل الاعتماد على القنب إلى أن يكون أقل حدة من الاعتماد على الكوكايين والأفيون والكحول. ناقش استعراض أكاديمي لعام 2018، نُشر بالشراكة مع شركة Canopy Growth، قيود الدراسات الحالية لاستخدام القنب العلاجي وغير العلاجي، وذكر كذلك أن طبيعة تكوين الاعتماد بين مستهلكي الماريجوانا المنتظمين قد انخفضت منذ عام 2002.
نشرت جامعة كامبريدج دراسة في عام 2015 أظهرت حقيقة مفاجئة أن استخدام القنب قد انخفض في إنجلترا وويلز. على الرغم من وجود انخفاض، أبلغ عنه في الاستخدام، إلا أن الحاجة إلى علاج الإدمان كانت تزداد. نظرت الدراسة بمزيد من العمق في كيفية تأثير فاعلية القنب على اعتماد شخص ما على المخدر. اختبروا ثلاثة مستويات مختلفة من الفاعلية ووجدوا أن القنب الأكثر فاعلية لديه أكبر قدر من الاعتماد. يعتقد الباحثون أن هذا بسبب النشوة التي شعر بها المشاركون بعد الاستخدام. لم تمنح الخيوط القوية الأقل المستخدمين نفس المستوى العالي، ما جعلهم لا يرغبون أو يعتمدون بدورهم على تلك الخصلة بنفس القدر.

## الذاكرة والذكاء
ثبت أن التسمم الحاد بالقنب يؤثر سلبًا على الانتباه، والقدرة على أداء المهام الحركية، والذاكرة قصيرة المدى. أظهرت الدراسات التي أجريت على متعاطي القنب (الحشيش) المزمن، على الرغم من عدم الاتساق، تأثير طويل الأمد على مدى الانتباه ووظيفة الذاكرة والقدرات المعرفية لمستخدمي الجرعة المعتدلة على المدى الطويل. بمجرد التوقف عن استخدام القنب لعدة أشهر، تختفي هذه الآثار، ما لم يبدأ المستخدم في تناوله خلال فترة المراهقة. من المتوقع أن هذا يرجع إلى التأثيرات السمية العصبية للقنب التي تتداخل مع نمو الدماغ الحرج.
الاستخدام المزمن للقنب خلال فترة المراهقة، وهو الوقت الذي ما يزال فيه الدماغ في طور النمو، يرتبط على المدى الطويل بانخفاض معدل الذكاء والعجز الإدراكي. ومع ذلك، ليس من الواضح ما إذا كان تعاطي القنب يسبب المشاكل أو ما إذا كانت السببية في الاتجاه المعاكس. أظهرت الدراسات الحديثة أن نقص معدل الذكاء كان موجودًا في بعض الموضوعات قبل استخدام القنب المزمن، ما يشير إلى أن انخفاض معدل الذكاء قد يكون بدلًا من ذلك عامل خطر لإدمان الحشيش.
بحثت دراسة جماعية مستقبلية أجريت بين عامي 1972 و2012 في العلاقة بين استخدام القنب والتدهور العصبي النفسي. اختبرت الموضوعات في مراحل مختلفة من حياتهم بإجراء اختبارات نفسية عصبية مختلفة. خلص المؤلفون إلى أن:
- يُظهر متعاطو القنب المستمر تدهورًا عصبيًا نفسيًا من الطفولة إلى منتصف العمر.[16]
- التأثير النفسي العصبي لتعاطي القنب عالمي بدلًا من قصره على مجالات معرفية محددة
- تستمر آثاره لمدة تزيد عن أسبوع
- لا يمكن تفسير النتائج بالاعتلال المشترك مع الاعتماد على أدوية أخرى.
- لا يمكن تفسير النتائج بالاعتلال المشترك مع الفصام.
- يرتبط استخدام القنب بانخفاض مستويات التعليم
- التأثير السلبي على الذكاء أكبر من ذلك الذي يعزى إلى نقص التعليم.
- لا يؤدي التوقف عن الاستهلاك إلى استعادة الوظيفة الإدراكية للمراهقين بشكل كامل.[16]

لم يكتشفوا أن تسمم القنب يؤثر فقط على الانتباه، بل والقدرة على أداء المهام الحركية، والذاكرة قصيرة المدى. كما وجد أن المستخدمين المخمورين يواجهون صعوبة في امتلاك ذكريات زائفة.

## الصحة النفسية
يحتوي الحشيش على أكثر من 100 مركب مختلف للقنب، أظهر العديد منها تأثيرات نفسية التأثير. أكثر أنواع القنب تميزًا هي رباعي هيدروكانابينول (THC) والكانابيديول (CBD)، مع كون THC العامل النفسي الأساسي. تأثيرات THC وCBD بارزة فيما يتعلق بالذهان والقلق.

### الذهان المزمن واضطرابات طيف الفصام
وفقًا للأكاديميات الوطنية للعلوم والهندسة والطب، توجد أدلة قوية على وجود ارتباط إحصائي بين استخدام القنب وتطور الفصام أو غيره من حالات الذهان المزمن، مع وجود أعلى مخاطر محتملة بين المستخدمين الأكثر شيوعًا. العلاقة المحتملة بين الذهان والحشيش مثيرة للجدل لأن الدراسات القائمة على الملاحظة تشير إلى وجود علاقة متبادلة ولكنها لا تثبت أي تأثير مسبب للقنب على الصحة النفسية على المدى الطويل. تشير الدلائل الطبية بقوة إلى أن الاستخدام طويل الأمد للقنب من قبل الأشخاص الذين بدأوا استخدامه في سن مبكرة يظهر ميلًا أكبر نحو مشاكل الصحة العقلية وغيرها من الاضطرابات الجسدية والنمائية، على الرغم من أنه لا يمكن إثبات العلاقة السببية من خلال البيانات المتاحة. يبدو أن المخاطر أكثر حدة في المستخدمين المراهقين. في مراجعة واحدة عام 2013، خلص المؤلفون إلى أن تعاطي الحشيش على المدى الطويل يزيد من خطر الإصابة بالذهان لدى الأشخاص الذين يعانون من نقاط ضعف وراثية أو بيئية معينة، ولكنه لا يسبب الذهان. كانت العوامل المؤهبة المهمة هي المسؤولية الوراثية، وصدمات الطفولة، والتنشئة الحضرية. خلصت مراجعة أخرى في نفس العام إلى أن استخدام القنب قد يسبب اضطرابات نفسية دائمة لدى بعض المستخدمين مثل الضعف الإدراكي والقلق والبارانويا وزيادة مخاطر الذهان. تضمنت المتغيرات المؤهبة الرئيسية عمر التعرض لأول مرة، وتكرار الاستخدام، وفعالية القنب المستخدم، وقابلية الفرد للإصابة. ومع ذلك، يؤكد بعض الباحثين أن هناك علاقة قوية بين الفصام وتعاطي الحشيش...، في حين أن تعاطي القنب وحده لا يتنبأ بالانتقال إلى مرض نفسي لاحق. هناك العديد من العوامل المتضمنة، بما في ذلك الوراثة، والبيئة، والفترة الزمنية لبدء ومدة استخدام القنب، والأمراض النفسية الكامنة التي سبقت تعاطي المخدرات، والاستخدام المشترك للأدوية الأخرى ذات التأثير النفساني.